# 오후나토정
오후나토정(大船渡町)은 이와테현 게센군에 설치되었던 정이다. 현재의 오후나토시에 해당한다.
본 항에서는 정으로 승격하기 전 명칭인 오후나토촌에 대해서도 해당한다. 덧붙여 오후나토시는 1952년에 신설 합병에 의해서 성립하였으므로, 혼마치와는 다른 자치체이다

## 연혁
- 1889년 4월 1일 - 정촌제 시행으로 오후나토 촌이 단독으로 자치체를 형성하였다.
- 1932년 4월 1일 - 오후나토 촌이 정으로 승격해 오후나토 정이 되었다.
- 1952년 4월 1일 - 사카이 정·아카사키 촌·이가와 촌·다테네 촌·히로시 촌·스에자키 촌과 합병해 오후나토 시가 성립하였다. 같은 날 오후나토정이  폐지되었다.

## 교통

### 철도 노선
- 일본국유철도
  - 오후나토 선
    - 시모후나토역 - 오후나토역

### 도로
- 국도 45호선